# Комедия плаща и шпаги

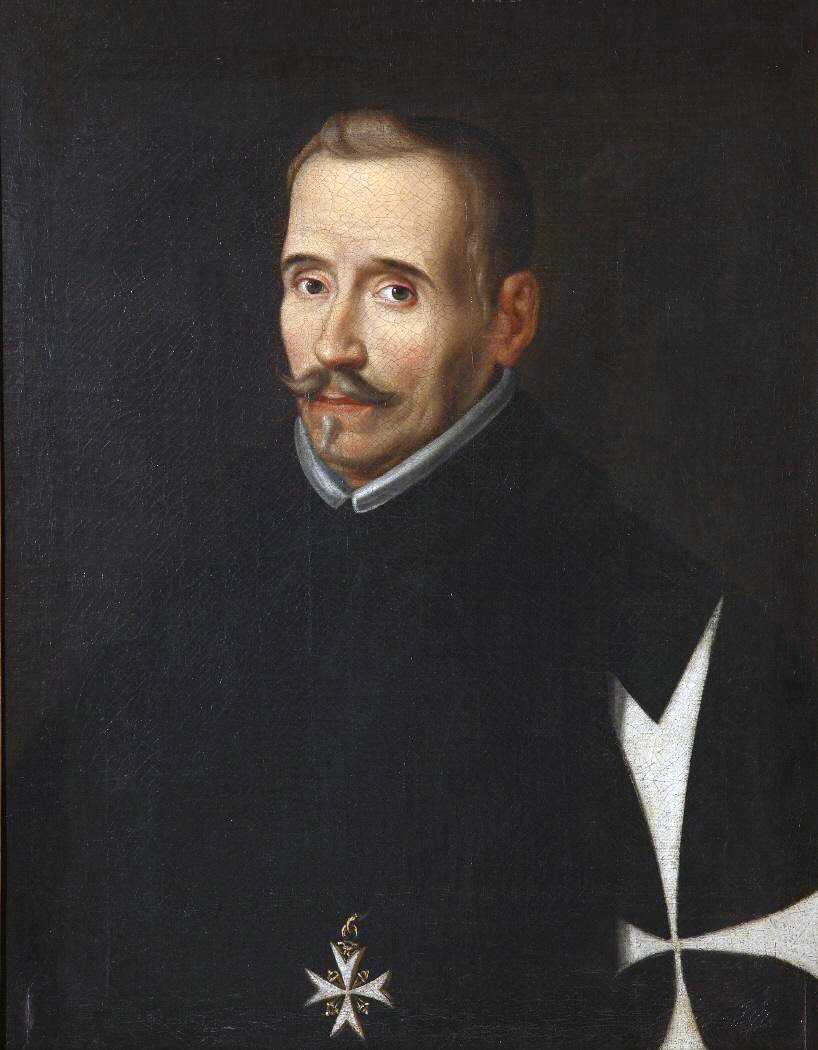
Лопе де Вега

Комедия плаща и шпаги (исп. comedia de сара у espada) — жанр испанской комедии нравов XVII века о жизни идальго.
Название пьес о жизни испанских дворян пошло от костюмов актёров, которые исполняли свои роли в обычной дворянской одежде. В дальнейшем название «комедия плаща и шпаги» перешло к драматургическим произведениям о конфликте любви и чести, написанным Лопе де Вегой и авторами его школы — Тирсо де Молиной, Педро Кальдероном де ла Баркой и другими. Предвестниками этого вида испанской драматургии были пьесы Торреса Наарро (1485—1530). В XVIII веке Карло Гоцци в Италии использовал сюжеты испанских пьес для создания трагикомедий плаща и шпаги.
Наиболее типичными чертами комедий плаща и шпаги являются конфликты любви и чести, высокая динамика событий, доминирование интриг над развитием характеров. Сюжет пьес был очень сложным. После многочисленных недоразумений, дуэлей и прочих поворотов сюжета пьесы обычно счастливо заканчивались несколькими свадьбами.